# Menarom
Menarom PEC Galați este o companie producătoare de echipamente navale din România.
Activele Menarom SA, evaluate la șapte milioane de euro, au fost vândute, în august 2007, de Autoritatea pentru Valorificarea Activelor Statului grupului Euro PEC contra sumei de 5,6 milioane de euro.
Noua societate, Menarom PEC, a păstrat gama tradițională de produse, care include mecanisme navale de punte, echipamente pentru procese industriale, stații și tablouri electrice, electromagneți industriali și trasee de cablu.
În prezent, Menarom PEC face livrări atât pe piața europeană (în Olanda, Germania, Norvegia, Grecia sau Franța), cât și pe piața internă (către Șantierul Naval Damen Galați, Șantierele Navale Aker din Brăila și Tulcea, Șantierul Naval Giurgiu sau către compania siderurgică ArcelorMittal).
Cifra de afaceri în 2007: 1,3 milioane lei
Menarom, societate gălățeană specializată în producția de echipamente navale, a intrat în „divizia” Rolls-Royce